# Линдзи Уагнър
Линдзи Уагнер (на английски: Lindsay Wagner) е американска актриса, носителка на награда Еми през 1977 г. за телевизионния сериал „Бионична жена“. Има и две номинации за Златен глобус. Родена е в Лос Анджелис, Калифорния, но след развода на родителите си се премества в Пасадена. Започва кариерата си като модел.
През 1971 г. подписва договор с Юнивърсъл Студиос и започва да се снима в киното и телевизията. През 1984 г. получава звезда на алеята на славата. През 2012 г. получава звезда на алеята на звездите в Палм Спрингс. Продължава да се снима в киното и телевизията и през 1990-те и 2000-те, но вече не с такъв успех. Има четири брака и четири развода, както и две деца. Тя е автор и на няколко книги.